# Авиационные происшествия Аэрофлота 1939 года
Авиационные происшествия и инциденты, включая угоны, произошедшие с воздушными судами Главного управления гражданского воздушного флота при Совете народных комиссаров СССР («Аэрофлот») в 1939 году.

## Список
Отмечены происшествия и инциденты, когда воздушное судно было восстановлено.
| Дата                 | Место                                         | ВС   | Бортовой номер | Управление         | Жертв | Описание | И     |
| -------------------- | --------------------------------------------- | ---- | -------------- | ------------------ | ----- | --- | ----- |
| 30 января 1939 года  | Камчатская область, 6 км В Усть-Большерецка   | СП   | Л2295          | Дальневосточное    | 1/1   | Врезался в землю после дезориентации пилота в условиях белой мглы                                                                         | [ 1 ] |
| 11 февраля 1939 года | Омск                                          | К-5  | Л527           | Западно-Сибирское  | 4/4   | При заходе на посадку из-за ошибок в пилотировании потерял скорость и сорвавшись в пике врезался в землю                                  | [ 2 ] |
| 23 мая 1939 года     | Новый Койсуг, 18 км от Батайска               | УТ-2 | Ш1342          | 1-я авиашкола ГВФ  | 2/2   | В учебном полете при выполнении фигур высшего пилотажа на высоте менее 300 м в ходе выполнения бочки сорвался в штопор и врезался в землю | [ 3 ] |
| 23 июля 1939 года    | Ждановский район, Мильский совхоз             | АП   | А1072          | Азербайджанская АГ | 1/1   | В ходе авиационно-химических работ из-за отвлечения пилота потерял скорость и перейдя в сваливание врезался в землю                       | [ 4 ] |
| 2 декабря 1939 года  | Ворошиловский район, 1,5 км З Долгого Буерака | СП   | К200           | Московское         | 2/2   | При заходе на посадку врезался в землю после дезориентации пилота в условиях белой мглы                                                   | [ 5 ] |